# Ortholomia melanistis
Ortholomia melanistis är en fjärilsart som beskrevs av Bethune-Baker 1916. Ortholomia melanistis ingår i släktet Ortholomia och familjen tandspinnare. Inga underarter finns listade i Catalogue of Life.